# Jan Spanjaert

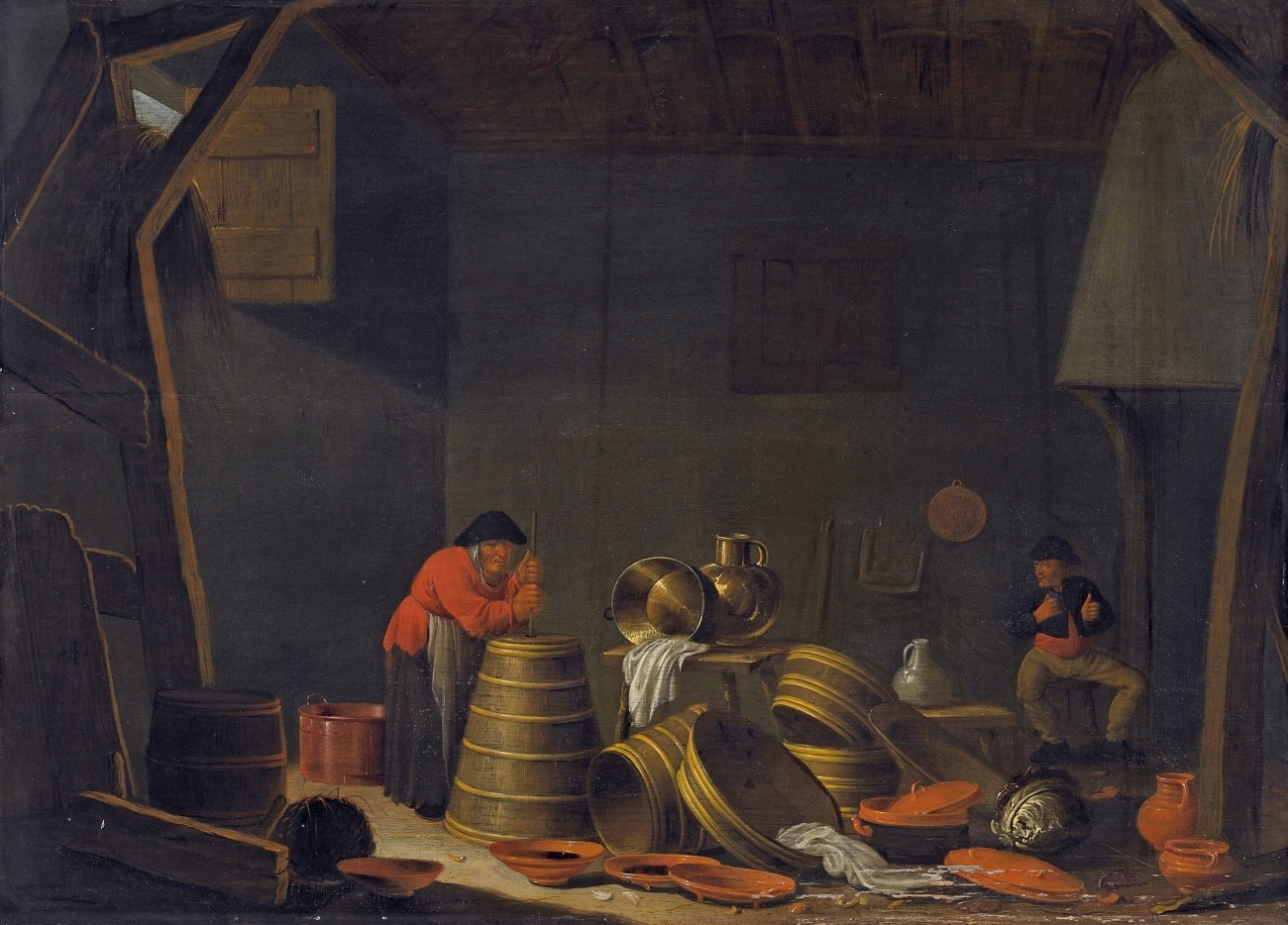
Boerderij-interieur met een boter karnende boerin

Jan Andriesen Spanjaert (Amsterdam, ca. 1590 – aldaar begraven 15 oktober 1664) was een Noord-Nederlands kunstschilder, actief in de eerste helft van de 17e eeuw. Hij wordt gewoonlijk geïdentificeerd met de monogrammist IS, die boereninterieurs, schuurstillevens en religieuze voorstellingen schilderde.
Spanjaert (ook Spangiaert of Spangaert) werd in Amsterdam geboren. Hij was vanaf 1632 actief als meesterschilder in Delft, waar hij lid was van het Sint-Lucasgilde. Zijn eerste vrouw, van wie de naam onbekend is, werd op 5 februari 1632 in de Nieuwe Kerk te Delft begraven. Op 20 november 1632 liet hij in Delft ondertrouw aantekenen met de weduwe Margrieta Jans Hackyn (ook Grietje Hacking genoemd), afkomstig uit Delft. Het huwelijk vond plaats op 12 januari 1633 in Overschie. Op 17 oktober 1633 werd hij poorter van Delft. Dat jaar kocht hij voor 850 gulden een pand aan het Rietveld. In 1637 verwierf Spanjaert daar een tweede pand, de herberg Het Gulden Hackmes, voor 300 gulden. In 1637 vestigde hij zich in de Papenstraat na nog meerdere panden aan het Rietveld te hebben gekocht. In de Papenstraat begon hij een nieuwe herberg, die de naam ‘Het Blauwe Hackmes’ kreeg. Daarnaast was de schilder actief als tabaksverkoper. Het paar kreeg ten minste drie kinderen, van wie de tweede zoon, Johannes, mogelijk ook schilderde. Vanaf circa 1645 werkte hij in Amsterdam, waar hij tot aan zijn overlijden in 1664 actief bleef. Hij werkte samen met David Colijns.
Spanjaert schilderde voornamelijk genrevoorstellingen (boereninterieurs, keukenscènes) en religieuze onderwerpen. Aan hem worden  verschillende schuurstillevens met het monogram IS toegeschreven. Deze werken tonen verwantschap met het werk van Cornelis Saftleven. Een deel van de werken die aan Spanjaert worden toegeschreven, is mogelijk vervaardigd door zijn zoon Johannes (geb. 1635), die eveneens het monogram IS gebruikte.
- RKD-Nederlands Instituut voor Kunstgeschiedenis: 129518
- Virtual International Authority File: 131255951